# Ricardo Bochini
Ricardo Enrique Bochini (født 25. januar 1954 i Zárate, Argentina) er en tidligere argentinsk fodboldspiller, der som midtbanespiller på Argentinas landshold var med til at vinde guld ved VM i 1986 i Mexico. Han var dog kun på banen i semifinalekampen mod Belgien. Han deltog også ved Copa América 1979.
På klubplan tilbragte Bochini hele sin aktive karriere, fra 1971 til 1991, hos Independiente, med hvem han fire gange vandt det argentinske mesterskab, fire gange Copa Libertadores, to gange Intercontinental Cup og to gange Copa Interamericana.

## Titler
Primera División de Argentina
- 1977 (Nacional), 1978 (Metropolitano), 1983 (Metropolitano) og 1989 med Independiente

Copa Libertadores
- 1973, 1974, 1975 og 1984 med Independiente

Intercontinental Cup
- 1973 og 1984 med Independiente

Copa Interamericana
- 1974 og 1976 med Independiente

VM
- 1986 med Argentina